# COVID-19-Pandemie auf St. Helena, Ascension und Tristan da Cunha
Die COVID-19-Pandemie auf den Inseln St. Helena, Ascension und Tristan da Cunha, die im Südatlantik liegen, führte bisher (Stand 12. April 2021) zu zwei bestätigten COVID-19-Fällen. Die weltweite Pandemie nahm im Dezember 2019 in China ihren Ausgang und betrifft die neuartige Atemwegserkrankung COVID-19.

## Lage

Lage der Inseln

Die drei Inseln bilden ein Britisches Überseegebiet, das etwa 1900 Kilometer von Afrika und etwa 3300 Kilometer von Südamerika entfernt liegt. Die Inseln St. Helena, Ascension und Tristan da Cunha zählen zusammen etwa 5700 Bewohner, davon leben etwa 4000 auf St. Helena. Sie haben politisch einen gemeinsamen Legislativrat von St. Helena, Ascension und Tristan da Cunha (englisch Legislative Council). Dieser Rat bildet ein Parlament in einem Einkammersystem. Die Inseln haben mit dem St.-Helena-Pfund eine eigene Währung, das mit dem britischen Pfund in Währungsabhängigkeit steht. Bis 2017 waren die Inseln lediglich nach einer fünftägigen Schiffsreise erreichbar, seit dem Oktober 2017 besteht auch die Möglichkeit, sie mit einem Flugzeug zu erreichen.

## Fälle
Am 26. Oktober 2020 wurde der erste Fall, ein Passagier der zwei Tage zuvor per Flugzeug auf die Insel kam, bestätigt. Er wurde drei Tage nach Bekanntgabe negativ getestet.
Auf Ascension war am 24. Dezember 2020 eine Person in Isolation positiv getestet worden.

## Verlauf

### Maßnahmen
Um ein Ausbreiten der Pandemie zu verhindern, hat die Inselverwaltung vorsorglich im März 2020 eine Quarantänestation eingerichtet. Die Station sei mit dem Notwendigsten ausgerüstet, um Erkrankte zu betreuen, zudem stehe die medizinische Stationsleitung in Verbindung mit dem britischen Gesundheitswesen. Die Maßnahmen, die bei auffälligen Personen ergriffen werden, unterscheiden sich nach Selbstisolierung und Quarantäne, wobei die Quarantäne eine stärkere Kontrolle nach sich zieht. Restaurants und Bars bleiben in Verantwortung der Betreiber geöffnet. Abstandsregeln sollten eingehalten werden. Der Flughafen St. Helena wurde mit dem Argument offengehalten, dass dies die einzige Möglichkeit sei, medizinische Ausrüstung, Medikamente und Testkits auf die Insel zu transportieren. Man wolle auch rückkehrende Residenten aus Südafrika und Ascension aufnehmen, die sich allerdings in eine 14-tägige Quarantäne begeben müssen. Alle Flugbuchungen sind nur über Reisebüros zu tätigen, da diese einen Überblick über die Aufnahmekapazität der Quarantänestation auf St. Helena hätten. Dies gelte auch für alle Reisenden, die mit einem Schiff, Flugzeug oder auf einer Yacht einreisen wollen. Schiffe oder Yachten, die anlanden wollen, müssen neben zahlreichen Angaben zusätzlich ihre Abreiseziele angeben. Am 21. April wurde der Flugverkehr von Kapstadt zum Flughafen St. Helena durch die zuständige Behörde Südafrika suspendiert und bis auf Weiteres nicht wieder aufgenommen (Stand. 27. Mai 2020). Notflüge sind lediglich von einer Landepiste auf Ascension aus möglich.

### Finanzielle Unterstützung
Personen, die in einem Betrieb beschäftigt sind und in Selbstisolation gehen müssen, erhalten eine finanzielle Unterstützung. Dies gilt lediglich für den Personenkreis, die vor dem 14. März auf der Insel ankam. Betriebsinhaber, die ihre Geschäfte wegen Auftragsmangel oder fehlendem Material aus dem Ausland schließen müssen, erhalten ebenso finanzielle Unterstützung.